# Les Flammes du passé (telenovela)
Les Flammes du passé (Terra Brava) est une telenovela portugaise produite et diffusée entre le 28 octobre 2019 et le 7 mars 2021 sur SIC.
En France d'outre-mer, le feuilleton a été remonté en 120 épisodes de 45 minutes et diffusé entre le 22 avril 2024 et le 16 août 2024 sur le réseau La 1ère.

## Synopsis
Au cœur d'une terre sauvage, Diogo, militaire décoré, retourne dans sa ville natale pour se venger d'Eduarda, une femme qui dans le passé a détruit sa vie et celle de sa famille. Mais ses plans se compliquent lorsqu'il tombe profondément amoureux de Beatriz, la fille d'Eduarda. De plus, il découvre que Beatriz est mariée à Tiago, son jeune frère un peu fou mais le seul membre de sa famille qu'il lui reste. Quel chemin va-t-il choisir ? Amour ou vengeance ?

## Distribution

### Rôles principaux
| Acteur/Actrice        | Personnage                                    |
| --------------------- | --------------------------------------------- |
| João Catarré          | Rodrigo Montenegro Bastos / Diogo Moreira     |
| Mariana Monteiro      | Beatriz Gonçalves Ferreira                    |
| Maria João Luís       | Maria Eduarda Gonçalves Ferreira              |
| Renato Godinho        | Salvador Montenegro Bastos / Tiago Branco     |
| Sara Matos            | Elsa Santinho                                 |
| João Jesus            | Afonso Maria Gonçalves Ferreira               |
| Luciana Abreu         | Maria Clementina «Tina» Grilo Macedo          |
| Fernando Luís         | Carlos Moreira                                |
| Noémia Costa          | Maria Prazeres dos Anjos Pinto                |
| Isabel Ruth           | Mercedes Ferreira                             |
| Virgílio Castelo      | Francisco Ferreira                            |
| Rita Loureiro         | Rosete Gonçalves                              |
| António Fonseca       | Raúl Santinho                                 |
| Guilherme Filipe      | Tomás Branco                                  |
| Débora Monteiro       | Carla Figueiredo                              |
| Marcantónio Del Carlo | André Figueiredo                              |
| Bruna Quintas         | Alexandra «Xana» Figueiredo Ferreira          |
| Diogo Valsassina      | Vasco Jesus                                   |
| João Reis             | Henrique Costa                                |
| Sofia Sá da Bandeira  | Joana Costa                                   |
| Ângela Pinto          | Arminda dos Anjos Jesus                       |
| Manuel Wiborg         | Norberto Jesus                                |
| João Baptista         | Filipe Sampaio / Ricardo Janeiro (nome falso) |
| Catarina Gouveia      | Diana Esteves                                 |
| Diogo Amaral          | Marco Paulo Pinto                             |
| Patrícia Tavares      | Gabriela Pinto                                |
| Isabela Valadeiro     | Rita Teixeira                                 |
| Dânia Neto            | Cândida «Candy» Santinho                      |
| Bárbara Lourenço      | Mafalda Costa                                 |
| Tomás Andrade         | Martim Branco                                 |
| Vera Moura            | Sílvia Figueiredo                             |
| Afonso Lopes          | David Costa                                   |
| Filipa Nascimento     | Catarina Isabel Pinto                         |
| Alexandre Jorge       | Miguel Macedo                                 |

### Participations spéciales
| Acteur/Actrice     | Personnage               |
| ------------------ | ------------------------ |
| Adriano Luz        | Jorge Ferraz             |
| Joana Santos       | Teresa Montenegro Bastos |
| Vítor Silva Costa  | Vicente Santos Bastos    |
| Lia Carvalho       | Eduarda Ferreira (jovem) |
| Jorge Albuquerque  | Carlos Moreira (jovem)   |
| Miguel Raposo      | Jorge Ferraz (jovem)     |
| Guilherme Oliveira | Rodrigo (criança)        |
| Joana Alvarenga    | Eva                      |
| Sónia Balacó       | Sandra                   |
| Samuel Alves       | Valente                  |
| Miguel Santiago    | César (falso Rodrigo)    |
| Lourenço Mimoso    | Frederico «Fred»         |
| Catarina Lima      | Tânia                    |

## Version française
La version française est assurée par Studio Plug-in au Maroc.
Avec les voix de Fanny Dalmau, Christophe Cérino, Sophie Pastrana, Guillaume Escaffre, Eric Cuvellier, Gabriel Delmas, Jean-Albert Margaine, Yazid El Hachimy, Mounia Bennis, Anna Fihma, Corinne Troisi, Claire Staub, Rodolphe Abbassi, Assil El Bakkouri, Serge Barreau, Nathalie Leplay, Saad Jawal, Hamza Toujiri, Dominique Saouri, Mouna Belgrini, Saad Laroui, Michèle Lepez, Adrien Caminada, Nabil Benani, Hélène Tran et Brahim Bihi.